# Reisserita chalcopterella
Reisserita chalcopterella är en fjärilsart som beskrevs av Hans Zerny 1936. Reisserita chalcopterella ingår i släktet Reisserita och familjen äkta malar.
Artens utbredningsområde är Marocko. Inga underarter finns listade.